# Liste der Kulturdenkmale in Roigheim
In der Liste der Kulturdenkmale in Roigheim sind unbewegliche Bau- und Kunstdenkmale aller Ortsteile von Roigheim mit den Gemeindeteilen Hofbrunnen und Mühlbacher Höfe aufgeführt. Grundlage für diese Liste ist die vom Regierungspräsidium Stuttgart herausgegebene Liste der Bau- und Kunstdenkmale.
Diese Liste entspricht möglicherweise nicht dem aktuellen Stand der offiziellen Denkmalliste. Diese kann über die zuständigen Behörden eingesehen werden. Daher garantiert das Vorhandensein oder Fehlen eines Bauwerks oder Ensembles in dieser Liste nicht, dass es zum gegenwärtigen Zeitpunkt ein eingetragenes Denkmal ist oder nicht. Eine verbindliche Auskunft erteilt das Landesamt für Denkmalpflege Baden-Württemberg.

## Kulturdenkmale der Gemeinde Roigheim
| Bild           | Bezeichnung                                                                    | Lage                                      | Datierung                      | Beschreibung                         | ID |
| -------------- | ------------------------------------------------------------------------------ | ----------------------------------------- | ------------------------------ | ------------------------------------ | -- |
| Weitere Bilder | Sachgesamtheit Bahnhof Roigheim (Empfangsgebäude, Nebengebäude, Güterschuppen) | Roigheim, Bahnhofstraße 1 (Karte)         | 1866-1869                      | Geschützt nach § 2 DSchG             |    |
|                | Wohnhaus Bittelbronner Straße 18                                               | Roigheim, Bittelbronner Straße 18 (Karte) | Frühes 20. Jahrhundert         | erhaltenswertes historisches Gebäude | BW |
|                | Bahnwärterhäuschen                                                             | Roigheim, Hauptstraße 4 (Karte)           | um 1870                        | erhaltenswertes historisches Gebäude | BW |
|                | Wohnhaus Hauptstraße 9                                                         | Roigheim, Hauptstraße 9 (Karte)           | Anfang des 20. Jahrhunderts    | erhaltenswertes historisches Gebäude | BW |
|                | Wohnhaus Hauptstraße 11                                                        | Roigheim, Hauptstraße 11 (Karte)          | Anfang des 20. Jahrhunderts    | erhaltenswertes historisches Gebäude | BW |
|                | Gasthaus zum Stern                                                             | Roigheim, Hauptstraße 12 (Karte)          | 1837                           | erhaltenswertes historisches Gebäude | BW |
|                | Wohnhaus Hauptstraße 14                                                        | Roigheim, Hauptstraße 14 (Karte)          | Anfang des 20. Jahrhunderts    | erhaltenswertes historisches Gebäude | BW |
|                | Landwirtschaftliches Anwesen Hauptstraße 15                                    | Roigheim, Hauptstraße 15 (Karte)          | 1908                           | Geschützt nach § 2 DSchG             | BW |
|                | Wohn- und Geschäftshaus Hauptstraße 30                                         | Roigheim, Hauptstraße 30 (Karte)          | 18. Jahrhundert                | erhaltenswertes historisches Gebäude | BW |
|                | Wohnhaus Hauptstraße 34                                                        | Roigheim, Hauptstraße 34 (Karte)          | Spätes 19. Jahrhundert         | erhaltenswertes historisches Gebäude | BW |
|                | Gasthaus Lamm mit rückseitigem Wohnhausanbau                                   | Roigheim, Hauptstraße 35 (Karte)          | 1811                           | Geschützt nach § 2 DSchG             | BW |
|                | Ev. Pfarrhaus mit Garten und Hofummauerung                                     | Roigheim, Hauptstraße 37 (Karte)          | 1722                           | Geschützt nach § 2 DSchG             |    |
|                | Wohnhaus Hauptstraße 43                                                        | Roigheim, Hauptstraße 43 (Karte)          | 1784                           | erhaltenswertes historisches Gebäude | BW |
| Weitere Bilder | Ev. Pfarrkirche                                                                | Roigheim, Hauptstraße 44 (Karte)          | 1902                           | Geschützt nach § 28 DSchG            |    |
|                | Wohnhaus Hauptstraße 45                                                        | Roigheim, Hauptstraße 45 (Karte)          | 1892                           | erhaltenswertes historisches Gebäude | BW |
|                | Wohnhaus Hauptstraße 46                                                        | Roigheim, Hauptstraße 46 (Karte)          | 17. Jahrhundert                | Geschützt nach § 2 DSchG             |    |
|                | Wohnhaus Hauptstraße 47                                                        | Roigheim, Hauptstraße 47 (Karte)          | 1770                           | erhaltenswertes historisches Gebäude | BW |
|                | Wohnhaus Hauptstraße 48                                                        | Roigheim, Hauptstraße 48 (Karte)          | 17. Jahrhundert                | Geschützt nach § 2 DSchG             | BW |
|                | Wohnhaus Hauptstraße 50                                                        | Roigheim, Hauptstraße 50 (Karte)          | im Kern Anfang 17. Jahrhundert | Geschützt nach § 2 DSchG             | BW |
|                | Wohnhaus Hauptstraße 52                                                        | Roigheim, Hauptstraße 52 (Karte)          | im Kern Anfang 17. Jahrhundert | Geschützt nach § 2 DSchG             | BW |
|                | Wohnhaus Hauptstraße 75                                                        | Roigheim, Hauptstraße 75 (Karte)          | 19. Jahrhundert                | erhaltenswertes historisches Gebäude | BW |
|                | Scheune Hintere Straße 9                                                       | Roigheim, Hintere Straße 9 (Karte)        | 1800                           | erhaltenswertes historisches Gebäude | BW |
|                | Wohnhaus Hintere Straße 23                                                     | Roigheim, Hintere Straße 23 (Karte)       | 1885                           | erhaltenswertes historisches Gebäude | BW |
|                | Sockelgeschoss eines ehemaligen Weingärtnerhauses                              | Roigheim, Obere Keltergasse 1 (Karte)     | 1722                           | Geschützt nach § 2 DSchG             | BW |
|                | Wohnhaus Obere Keltergasse 3                                                   | Roigheim, Obere Keltergasse 3 (Karte)     | 17. Jahrhundert                | Geschützt nach § 2 DSchG             | BW |
|                | Wohnhaus Obere Keltergasse 5                                                   | Roigheim, Obere Keltergasse 5 (Karte)     | 17. Jahrhundert                | Geschützt nach § 2 DSchG             | BW |
|                | Scheune Obere Keltergasse 6                                                    | Roigheim, Obere Keltergasse 6 (Karte)     | 1807/08                        | Geschützt nach § 2 DSchG             | BW |
|                | Wohnhaus Obere Keltergasse 7                                                   | Roigheim, Obere Keltergasse 7 (Karte)     | 19. Jahrhundert                | erhaltenswertes historisches Gebäude | BW |
|                | Wohnhaus Zeilstraße 19                                                         | Roigheim, Zeilstraße 19 (Karte)           | 1800                           | Geschützt nach § 2 DSchG             | BW |